# Leioscyta ferruginea
Leioscyta ferruginea är en insektsart som beskrevs av William D. Funkhouser. Leioscyta ferruginea ingår i släktet Leioscyta och familjen hornstritar. Inga underarter finns listade i Catalogue of Life.